# Route nationale 13 (Burkina Faso)
Pour les articles homonymes, voir Route nationale 13.
La route nationale 13 (RN 13) est une route du Burkina Faso allant de Yako à Léo. Sa longueur est d'environ 320 km.

## Tracé
- Yako à l'intersection de la route nationale 2
  - Ouaellé
  - Saria
  - Kolbila
  - Bissiga
  - Kollo
  - Minissia
  - Toéssin
  - Kassila
  - Samba
  - Kordié
  - Kiro
  - Ninion
  - Imasgo
  - Godin-Oualogtinga
- Koudougou
  - Salbisgo-Dapoya
  - Sourgou
- Sabou
  - Thyou
  - Dana
  - Bazilakoa
  - Dao
  - Gao
  - Mao-Nessira
  - Tô
  - Namandala
  - Kayero
- Léo à l'intersection de la route nationale 6